# Камер-фур'єр
Камер-фур'єр (від нім. Kammerfurier) — чин 6-го класу з «Табелі про ранги», що був заснований з 1742 року (без подальшого просування). Призначалися камер-фур'єри з гоф-фур'єрів та камердинерів. По класу в «Табелі про ранги» відповідав громадянському чину колезького або військового радника (для цивільних чиновників при військовому відомстві); у різний час різним військовим чинам (різних за родами військ та гвардійським) — від майора до полковника, на флоті — капітану 1 рангу. В обов'язки камер-фур'єра входило керування придворними служками та ведення особливих камер-фур'єрських журналів (щоденників), у яких день у день відзначались всі події при дворі. Вперше згадувався в «Журнале Придворной конторы на знатные при её императорском величестве оказии» за 1734—1736 роки. За придворним штатом, затвердженим 30 грудня 1796 року, камер-фур'єр виконував обов'язки помічника обер-церемоніймейстера. У цій якості чин зберігся до лютого 1917 року.